# People for Legal and Non-Sectarian Schools
People for Legal and Non-Sectarian Schools (PLANS) est une association américaine basée principalement à San Francisco et sur le web. 
Elle a été fondée en 1995 et est devenue une association à but non lucratif en 1997. Ses fondateurs, la présidente Debra Snell et le secrétaire Dan Dugan, sont des anciens parents d'élève d'une école Steiner. Très actif sur Internet, le mouvement comptait moins de 50 membres en 1999.
Elle mène une campagne contre le financement public des écoles Steiner en se basant sur la séparation des Églises et de l'État, affirmant que la pédagogie de ces écoles aurait un contenu religieux qu'elles auraient tendance à dissimuler. Depuis 1998, PLANS poursuit devant les tribunaux fédéraux deux écoles publiques, pour qu'elles arrêtent d'appliquer la méthode Steiner. Déboutée plusieurs fois, elle a obtenu de se pourvoir en appel à nouveau en 2007. Les plaintes ont été rejetées lors du procès en novembre 2010,  le PLANS n’ayant pu produire de témoignages confortant ses allégations. Un dernier recours en appel a de nouveau été rejeté sur le fond en 2012.